# أي. إي. دبليو. ماسون
أي. إي. دبليو. ماسون (بالإنجليزية: A. E. W. Mason) (7 مايو 1865 في المملكة المتحدة - 22 نوفمبر 1948، لندن في المملكة المتحدة)؛ كاتِب، سيناريست، سياسي وروائي بريطاني. درس في كلية الثالوث الأقدس.

## روابط خارجية
- أي. إي. دبليو. ماسون على موقع IMDb (الإنجليزية)
- أي. إي. دبليو. ماسون على موقع أول موفي (الإنجليزية)
- أي. إي. دبليو. ماسون على موقع قاعدة بيانات برودواي على الإنترنت (الإنجليزية)
- أي. إي. دبليو. ماسون على موقع إن إن دي بي (الإنجليزية)
- أي. إي. دبليو. ماسون على موقع قاعدة بيانات الفيلم (الإنجليزية)